# Martha Dix
Martha Dix, née Lindner le 19 juillet 1895 à Cologne en Allemagne et morte le 6 mars 1985 à Sarrians en France, est une orfèvre allemande.

## Biographie
Martha Lindner naît à Cologne en 1895. Elle est la cadette de quatre enfants d'une famille aisée de la classe moyenne. Sa mère est Maria Juliane Lindner (née Rottluger), son père Bernhard Lindner, directeur d'assurances. En plus de sa langue maternelle, elle apprend plusieurs langues étrangères (français, italien, anglais et russe), le piano et s'intéresse aux beaux-arts et au design dès son plus jeune âge. A l'âge de 17 ans, elle assiste seule à l'exposition Sonderbund de Cologne. Elle est décrite comme « sûre d'elle, affirmée, exigeante » et bien éduquée.
En 1914, elle se fiance avec l'urologue Hans Koch, qui au fond aurait préféré avoir une relation avec sa sœur Maria, qui avait cinq ans de plus qu'elle. Le couple se marie en 1915 alors que Koch est encore à la guerre ; il revient à Düsseldorf  en raison d'une blessure, et ouvre sa propre galerie d'art ("Graphinett") après la guerre.
Au cours de ce mariage avec Koch, Martha Koch donne naissance à deux enfants - le fils Martin, dit "Muggeli" (*1917 ) et la fille Han(n)a (*1920), dite "Hanali". Un ménage à trois entre Maria, Martha et Hans Koch est supposé, comme le décrit le galeriste de Cologne Karl Nierendorf, qui était également amoureux de Maria, dans ses notes.
En octobre 1921, Otto Dix vient à Düsseldorf à l'invitation de Johanna Ey et Hans Koch : à ce dernier, il vend deux œuvres et reçoit sa première commande de portrait. Il travaille dans la maison Koch et le résultat est le peu flatteur portrait du Dr. Hans Koch. Une histoire d'amour naît entre Martha Koch et Otto Dix et elle l'accompagne à Dresde pendant quelques mois avant de retourner à Düsseldorf. Les photographies d'Hugo Erfurth du cercle d'amis de Dix à Dresde ont été prises au cours de cette première période.
Le mariage avec Koch se conclut par un divorce en 1922 et elle se remarie avec Dix en février 1923, avant que leur fille Nelly, ne naisse en juin 1923. La sœur de Martha Dix, Maria Lindner, épouse Hans Koch, le couple gardant les enfants de Martha Dix. Les deux couples restent en bons termes, Otto Dix peint par exemple pour les enfants du premier mariage de Martha Dix ainsi que pour les siens, des livres d'images. Une interview de Martha Dix de 1984 montre que la séparation n'a pas été sans conflits intérieurs pour ce qui la concerne.
Martha Dix, malgré ses origines aisées, fait preuve de sens pratique et d'adaptation. Elle rénove le logement en colocation et gère le quotidien du couple qui profite de la vie culturelle et artistique d'une grande ville des années 1920.
Otto et Martha Dix ("Jim et Mutzli") restent d'abord à Düsseldorf. À l'automne 1925, la famille emménage avec leur fille Nelly, âgée de deux ans et demi, dans un appartement prestigieux du Kaiserdamm à Berlin - le père de Martha Dix a payé le loyer sept ans à l'avance.  Leur fils Ursus naît en 1927 puis en 1928 Jan. À partir de 1927, Dix enseigne à l' Académie des beaux-arts de Dresde, dont il est licencié en 1933 par les nationaux-socialistes.
La famille part au château de Randegg, qui appartient à Hans Koch, et vit dans des conditions plus ou moins précaires, Dix est également interdit d'exposer. En 1935-1936, après la mort de son père, Martha Dix utilise son héritage pour faire construire sa propre maison et son atelier à Hemmenhofen sur le lac de Constance ; elle-même est enregistrée avec le statut de constructeur. La maison est le centre de la vie familiale pendant des décennies, c'est là que les trois enfants grandissent. Otto Dix se rend à Dresde jusqu'en 1943 et chaque année après 1947, où vivent son amante de longue date Käthe König et leur fille, née en 1939. A la fin de la guerre, Otto Dix est enrôlé dans l'armée puis en captivité française ; des membres des troupes d'occupation françaises sont cantonnés dans la maison de Hemmenhofen, avec lesquels Martha Dix maintient de bonnes relations parce qu'elle parle français.
Leur fille Nelly meurt en 1955 et Martha et Otto Dix ont accueille chez eux leur petite-fille Bettina. Après la mort d'Otto Dix en 1969, Martha Dix adopte Bettina en 1972 et voyage avec elle en Thaïlande, au Maroc et en France. Après une première crise cardiaque en 1979, Martha Dix s'installe avec Bettina à Sarrians en Provence, d'où elle effectue d'autres voyages en Grèce et en Turquie.
Elle lègue la maison de Hemmenhofen et les droits de la succession de son mari à la Fondation Otto Dix, qu'elle a fondée en 1983 et dont les actionnaires sont ses deux fils et sa petite-fille Bettina Dix-Pfefferkorn.

## Sujet de portrait
Entre 1921 et 1933, Otto Dix fait le portrait de Martha Dix dans plus de soixante-dix peintures, aquarelles et dessins. La plupart des portraits sont effectués à Düsseldorf, Dresde et Berlin, depuis les croquis d'octobre 1921, alors que le couple se rencontrait dans la maison Koch>, jusqu'à la première peinture à l'huile représentative où elle apparaît en fourrure noire et chapeau rouge.
Les portraits de Dix montrent sa femme dans une grande variété de rôles - "Parfois, elle est une muse et une compagne pleine d'esprit, parfois une femme sophistiquée, parfois une mère et le centre de la famille". Parfois, sa personnalité est l'élément central de l'œuvre, parfois elle passe au second plan après l'aspect décoratif et artistique. Cependant, il ne l'a jamais peinte de manière sexualisée ou érotique comme dans d'autres œuvres où il peint des prostituées et leur environnement. Deux dessins de 1923, qui représentent "Mutzli" se réveillant le matin, sont les seuls à caractère érotique que l'on puisse trouver.
Dix est également présent à la naissance de ses enfants, ce qui est inhabituel pour l'époque - et peint le tableau inachevé Geburt ainsi que Neugeborenes Kind auf Händen (Ursus). S'ensuit toute une série d'œuvres traitant du thème de la maternité, des enfants et de la famille, dont le tableau Die Familie des Künstlers qui fait écho aux représentations traditionnelles de la Sainte Famille, quoique de façon ironique. Les dernières peintures de Martha Dix sont réalisées en 1928 (Frau Martha Dix I und II). En 1927, Otto Dix a entamé une longue relation avec Käthe König. Un avant-dernier dessin, très différent des précédentes représentations de Martha Dix, Mutz sitzend est réalisé en 1933 - « distancié et sans illusions ». Martha Dix ne réapparaît que dans un livre d'images de 1955 créé pour leur petite-fille Bettina.

### Portraits de Martha Dix
- Kopf (Mutzli Koch). 1922, Aquarell über Bleistift (Zeppelin-Museum, Friedrichshafen)
- Selbstbildnis mit Gattin. 1923, Öl und Tempera auf Leinwand, (Verbleib unbekannt)
- Bildnis Frau Martha Dix. 1923, Öl auf Leinwand (Kunstmuseum Stuttgart)
- Porträt meiner Frau. 1924, Aquarell und Tempera über schwarzer Kreide (Privatsammlung)
- Bildnis Frau Martha Dix. 1926, Öl und Tempera auf Holz (Museum Ludwig, Köln)
- Dem Mutz. 1923, Aquarell über schwarzer Kreide (Otto-Dix-Stiftung, Vaduz)
- Mutter mit Kind. 1924, Aquarell über Bleistift (Museum Ludwig, Köln)
- Frau Dix mit Jan auf dem Arm. 1929, Öl und Tempera auf Holz (Verbleib unbekannt)
- Familie des Künstlers. 1927, Öl auf Holz (Städelscher Museums-Verein, Frankfurt am Main)
- Bildnis Frau Martha Dix I. 1927, Öl und Tempera auf Holz (Kunstmuseum Stuttgart)
- Bildnis Frau Martha Dix I. 1927, Öl und Tempera auf Holz (Museum Folkwang, Essen)

Un double portrait bien connu du couple figure également dans le portfolio Menschen des XX. Jahrhunderts d'August Sanders.